# Friedrich Jeckeln

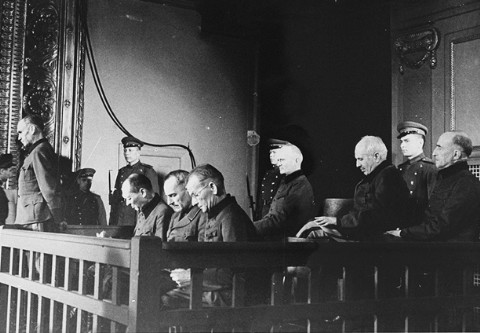
Proces zbrodniarza. Jeckeln stojący z lewej strony

Friedrich Jeckeln (ur. 2 lutego 1895 w Hornbergu, zm. 3 lutego 1946 w Rydze) – niemiecki zbrodniarz wojenny, Wyższy Dowódca SS i Policji na okupowanych przez III Rzeszę obszarach ZSRR, SS-Obergruppenführer.

## Życiorys
Urodzony w Hornbergu. Członek NSDAP od 1929 (numer legitymacji partyjnej 168 848), oraz SS od 1930 (numer w SS 4367). 18 września 1936 został awansowany do stopnia SS-Obergruppenführera. Przed II wojną światową pełnił m.in. funkcję dowódcy Nadokręgu SS „Süd” z siedzibą dowództwa w Monachium.
Po agresji Niemiec na ZSRR w czerwcu 1941 Jeckeln został mianowany Wyższym Dowódcą SS i Policji (Höhere SS- und Polizeiführer) na froncie południowym (obejmował on okupowane tereny Ukrainy). 1 września 1941 oddziały pod jego wodzą wymordowały około 40 tysięcy deportowanych z Węgier Żydów-bezpaństwowców, którzy zostali deportowani uprzednio w rejony Kamieńca Podolskiego. Od czerwca do października 1941 podlegające Jeckelnowi Einsatzgruppen (specjalne oddziały utworzone przez SD) zamordowały dziesiątki tysięcy ukraińskich Żydów (także, w mniejszej liczbie, Romów i komisarzy politycznych). Były one odpowiedzialne m.in. za masakry w Babim Jarze koło Kijowa (akcją tą kierował z ramienia Jeckelna Paul Blobel), w Równem i Dniepropietrowsku. Jeckeln koordynował i nadzorował akcję eksterminacyjną. Jest on także odpowiedzialny za zbrodnie popełnione na pozostałej ludności cywilnej okupowanych terytoriów.
11 października 1941 został przeniesiony na stanowisko Wyższego Dowódcy SS i Policji na froncie północnym i w Komisariacie Rzeszy Ostland (obejmował on okupowane: Litwę, Łotwę, Estonię oraz część Białorusi). Ponownie głównym jego zadaniem była likwidacja radzieckich Żydów. W listopadzie i grudniu 1941 kierował masakrą w Rumbuli, w trakcie której zamordowano co najmniej 24 tysiące Żydów ryskich, a także transport blisko tysiąca Żydów niemieckich przywiezionych z Berlina. W początkach 1942 Jeckeln kierował tzw. Aktion Sumpffieber (Akcja Malaria), gdy oddziały do walki z „partyzantami” pod jego dowództwem zlikwidowały wiele gett na Białorusi, mordując przy tym dziesiątki tysięcy mężczyzn, kobiet i dzieci. Niezależnie od tego Jeckeln w celu zwalczenia partyzantki stosował masowy terror wobec ludności cywilnej ZSRR. W 1943 kierował akcją o kryptonimie Schneehase, w czasie której pod pretekstem zwalczania partyzantów wymordowano setki obywateli ZSRR.
Od września 1944 do stycznia 1945 pełnił jeszcze funkcję Wyższego Dowódcy SS i Policji na obszarze Belgii i północnej Francji.
W 1945 był dowódcą V Korpusu Górskiego Waffen-SS.
Po zakończeniu wojny alianci aresztowali Jeckelna i wydali go władzom ZSRR. Wraz z innymi zbrodniarzami hitlerowskimi, którzy działali na froncie północnym, stanął on przed radzieckim Trybunałem Wojskowym w Rydze. 3 lutego 1946 Friedrich Jeckeln został skazany na śmierć przez powieszenie. Wyrok wykonano tego samego dnia.